# Приз имени Роберта Гизи
Приз имени Роберта Гизи (англ. Robert V. Geasey Trophy) — ежегодная баскетбольная награда, которая вручается по результатам голосования лучшему баскетболисту среди студентов пяти главных университетских команд Филадельфии (Филадельфия Биг 5 или просто Биг 5). Биг 5 — неформальное объединение студенческих команд Филадельфии (штат Пенсильвания), это не конференция, а скорее всего группа баскетбольных университетских команд первого дивизиона NCAA, конкурирующие в чемпионате Филадельфии. Ни один другой город США не имеет большего представительства среди баскетбольных команд первого дивизиона NCAA, за исключением Нью-Йорка. Это не приз самому ценному игроку регулярного чемпионата, а просто награда лучшему игроку матчей текущего сезона среди команд Биг 5. В Биг 5 входят университеты: Вилланова, Темпл, Сент-Джозефс, Ла Салль и Пенсильвания. Этот трофей был учреждён организацией Herb Good Basketball Club и впервые вручён Гаю Роджерсу из университета Темпл в сезоне 1955/56 годов.
Одиннадцать игроков: Гай Роджерс, Уоли Джонс, Кен Дарретт, Рон Хайглер, Майкл Брукс, Джон Пинон, Лайонел Симмонс, Керри Киттлс, Рашид Бей, Пепе Санчес и Джамир Нельсон получали данный приз по два раза, причём Роджерс, Дарретт, Пинон и Симмонс выигрывали его трижды. Восемь раз обладателями награды становились два игрока (1963, 1964, 1969, 1972, 1979, 1982, 1983 и 2008). Чаще других победителями в этой номинации становились баскетболисты университета Вилланова (23 раза), университета Темпл (17 раз) и университета Сент-Джозефс (14 раз). А действующим обладателем трофея является Фил Бут из университета Вилланова.

## Легенда
|           | Сообладатели награды |
| *         | Становились лауреатами Приза Джеймса Нейсмита (1969—) или Приза Джона Вудена (1977—), либо признавались баскетболистом года среди студентов по версии UPI (1955—1996) или Helms Foundation (1905—1979) |
| Игрок (X) | Количество титулов |

## Победители
| Сезон   | Игрок                | Фото | Университет              | Позиция                                                      | Год обучения | Примечания |
| ------- | -------------------- | ---- | ------------------------ | ------------------------------------------------------------ | ------------ | ---------- |
| 1955/56 | Гай Роджерс          |      | Университет Темпл        | Разыгрывающий защитник                                       | Второй       |            |
| 1956/57 | Гай Роджерс (2)      |      | Университет Темпл        | Разыгрывающий защитник                                       | Третий       |            |
| 1957/58 | Гай Роджерс (3)      |      | Университет Темпл        | Разыгрывающий защитник                                       | Четвёртый    |            |
| 1958/59 | Джо Спрэтт           |      | Университет Сент-Джозефс | Тяжёлый форвард                                              | Четвёртый    |            |
| 1959/60 | Билл Кеннеди         |      | Университет Темпл        | Разыгрывающий защитник                                       | Четвёртый    |            |
| 1960/61 | Брюс Дрисдейл        |      | Университет Темпл        | Атакующий защитник / Разыгрывающий защитник                  | Третий       |            |
| 1961/62 | Хуби Уайт            |      | Университет Вилланова    | Атакующий защитник / Разыгрывающий защитник / Лёгкий форвард | Четвёртый    |            |
| 1962/63 | Уоли Джонс           |      | Университет Вилланова    | Разыгрывающий защитник / Атакующий защитник                  | Третий       |            |
| 1962/63 | Джим Линэм           |      | Университет Сент-Джозефс | Атакующий защитник                                           | Четвёртый    |            |
| 1963/64 | Стив Куртин          |      | Университет Сент-Джозефс | Атакующий защитник                                           | Четвёртый    |            |
| 1963/64 | Уоли Джонс (2)       |      | Университет Вилланова    | Разыгрывающий защитник / Атакующий защитник                  | Четвёртый    |            |
| 1964/65 | Джим Вашингтон       |      | Университет Вилланова    | Тяжёлый форвард / Центровой                                  | Четвёртый    |            |
| 1965/66 | Билл Мелчионни       |      | Университет Вилланова    | Разыгрывающий защитник / Атакующий защитник                  | Четвёртый    |            |
| 1966/67 | Клифф Андерсон       |      | Университет Сент-Джозефс | Атакующий защитник / Лёгкий форвард                          | Четвёртый    |            |
| 1967/68 | Джонни Джонс         |      | Университет Вилланова    | Атакующий защитник                                           | Третий       |            |
| 1968/69 | Кен Дарретт          |      | Университет Ла Салля     | Лёгкий форвард / Тяжёлый форвард                             | Второй       |            |
| 1968/69 | Ховард Портер        |      | Университет Вилланова    | Лёгкий форвард / Тяжёлый форвард                             | Второй       |            |
| 1969/70 | Кен Дарретт (2)      |      | Университет Ла Салля     | Лёгкий форвард / Тяжёлый форвард                             | Третий       |            |
| 1970/71 | Кен Дарретт (3)      |      | Университет Ла Салля     | Лёгкий форвард / Тяжёлый форвард                             | Четвёртый    |            |
| 1971/72 | Корки Калхун         |      | Университет Пенсильвании | Лёгкий форвард                                               | Четвёртый    |            |
| 1971/72 | Крис Форд            |      | Университет Вилланова    | Атакующий защитник / Лёгкий форвард                          | Четвёртый    |            |
| 1972/73 | Том Ингелсби         |      | Университет Вилланова    | Разыгрывающий защитник / Атакующий защитник                  | Четвёртый    |            |
| 1973/74 | Рон Хайглер          |      | Университет Пенсильвании | Тяжёлый форвард                                              | Третий       |            |
| 1974/75 | Рон Хайглер (2)      |      | Университет Пенсильвании | Тяжёлый форвард                                              | Четвёртый    |            |
| 1975/76 | Чарли Уайз           |      | Университет Ла Салля     | Атакующий защитник                                           | Четвёртый    |            |
| 1976/77 | Кевен Макдональд     |      | Университет Пенсильвании | Лёгкий форвард                                               | Третий       |            |
| 1977/78 | Майкл Брукс          |      | Университет Ла Салля     | Лёгкий форвард / Тяжёлый форвард                             | Второй       |            |
| 1978/79 | Тони Прайс           |      | Университет Пенсильвании | Атакующий защитник                                           | Четвёртый    |            |
| 1978/79 | Рик Рид              |      | Университет Темпл        | Атакующий защитник / Лёгкий форвард                          | Третий       |            |
| 1979/80 | Майкл Брукс (2)      |      | Университет Ла Салля     | Лёгкий форвард / Тяжёлый форвард                             | Четвёртый    |            |
| 1980/81 | Джон Пинон           |      | Университет Вилланова    | Тяжёлый форвард / Лёгкий форвард                             | Второй       |            |
| 1981/82 | Джеффери Кларк       |      | Университет Сент-Джозефс | Лёгкий форвард                                               | Четвёртый    |            |
| 1981/82 | Джон Пинон (2)       |      | Университет Вилланова    | Тяжёлый форвард / Лёгкий форвард                             | Третий       |            |
| 1982/83 | Джон Пинон (3)       |      | Университет Вилланова    | Тяжёлый форвард / Лёгкий форвард                             | Четвёртый    |            |
| 1982/83 | Теренс Стэнсбери     |      | Университет Темпл        | Атакующий защитник / Разыгрывающий защитник                  | Третий       |            |
| 1983/84 | Ральф Льюис          |      | Университет Ла Салля     | Атакующий защитник                                           | Третий       |            |
| 1984/85 | Эд Пинкни            |      | Университет Вилланова    | Тяжёлый форвард / Лёгкий форвард                             | Четвёртый    |            |
| 1985/86 | Харольд Прессли      |      | Университет Вилланова    | Лёгкий форвард / Тяжёлый форвард / Атакующий защитник        | Четвёртый    |            |
| 1986/87 | Нейт Блэквелл        |      | Университет Темпл        | Разыгрывающий защитник / Атакующий защитник                  | Четвёртый    |            |
| 1987/88 | Лайонел Симмонс      |      | Университет Ла Салля     | Лёгкий форвард / Тяжёлый форвард                             | Второй       |            |
| 1988/89 | Лайонел Симмонс (2)  |      | Университет Ла Салля     | Лёгкий форвард / Тяжёлый форвард                             | Третий       |            |
| 1989/90 | Лайонел Симмонс* (3) |      | Университет Ла Салля     | Лёгкий форвард / Тяжёлый форвард                             | Четвёртый    |            |
| 1990/91 | Марк Мэйкон          |      | Университет Темпл        | Атакующий защитник / Разыгрывающий защитник                  | Четвёртый    |            |
| 1991/92 | Рэнди Вудс           |      | Университет Ла Салля     | Разыгрывающий защитник / Атакующий защитник                  | Четвёртый    |            |
| 1992/93 | Аарон Макки          |      | Университет Темпл        | Атакующий защитник / Лёгкий форвард / Разыгрывающий защитник | Третий       |            |
| 1993/94 | Эдди Джонс           |      | Университет Темпл        | Атакующий защитник / Лёгкий форвард                          | Четвёртый    |            |
| 1994/95 | Керри Киттлс         |      | Университет Вилланова    | Атакующий защитник                                           | Третий       |            |
| 1995/96 | Керри Киттлс (2)     |      | Университет Вилланова    | Атакующий защитник                                           | Четвёртый    |            |
| 1996/97 | Рашид Бей            |      | Университет Сент-Джозефс | Разыгрывающий защитник / Атакующий защитник                  | Третий       |            |
| 1997/98 | Рашид Бей (2)        |      | Университет Сент-Джозефс | Разыгрывающий защитник / Атакующий защитник                  | Четвёртый    |            |
| 1998/99 | Пепе Санчес          |      | Университет Темпл        | Разыгрывающий защитник                                       | Третий       |            |
| 1999/00 | Пепе Санчес (2)      |      | Университет Темпл        | Разыгрывающий защитник                                       | Четвёртый    |            |
| 2000/01 | Марвин О’Коннор      |      | Университет Сент-Джозефс | Атакующий защитник                                           | Четвёртый    |            |
| 2001/02 | Линн Грир            |      | Университет Темпл        | Разыгрывающий защитник / Атакующий защитник                  | Четвёртый    | [ 1 ]      |
| 2002/03 | Джамир Нельсон       |      | Университет Сент-Джозефс | Разыгрывающий защитник                                       | Третий       | [ 2 ]      |
| 2003/04 | Джамир Нельсон* (2)  |      | Университет Сент-Джозефс | Разыгрывающий защитник                                       | Четвёртый    | [ 3 ]      |
| 2004/05 | Пэт Кэрролл          |      | Университет Сент-Джозефс | Атакующий защитник / Лёгкий форвард                          | Четвёртый    | [ 4 ]      |
| 2005/06 | Рэнди Фой            |      | Университет Вилланова    | Атакующий защитник / Разыгрывающий защитник                  | Четвёртый    | [ 5 ]      |
| 2006/07 | Ибрагим Джаабер      |      | Университет Пенсильвании | Разыгрывающий защитник / Атакующий защитник                  | Четвёртый    | [ 6 ]      |
| 2007/08 | Пэт Калатес          |      | Университет Сент-Джозефс | Лёгкий форвард / Тяжёлый форвард / Атакующий защитник        | Четвёртый    | [ 7 ]      |
| 2007/08 | Марк Тиндейл         |      | Университет Темпл        | Лёгкий форвард                                               | Четвёртый    | [ 8 ]      |
| 2008/09 | Ахмад Нивинс         |      | Университет Сент-Джозефс | Тяжёлый форвард / Лёгкий форвард                             | Четвёртый    | [ 9 ]      |
| 2009/10 | Скотти Рейнольдс     |      | Университет Вилланова    | Разыгрывающий защитник / Атакующий защитник                  | Четвёртый    | [ 10 ]     |
| 2010/11 | Лавой Аллен          |      | Университет Темпл        | Тяжёлый форвард / Центровой                                  | Четвёртый    | [ 11 ]     |
| 2011/12 | Зак Розен            |      | Университет Пенсильвании | Разыгрывающий защитник                                       | Четвёртый    | [ 12 ]     |
| 2012/13 | Халиф Уайетт         |      | Университет Темпл        | Атакующий защитник                                           | Четвёртый    | [ 13 ]     |
| 2013/14 | Джеймс Белл          |      | Университет Вилланова    | Атакующий защитник                                           | Четвёртый    | [ 14 ]     |
| 2014/15 | Дарран Хиллиард      |      | Университет Вилланова    | Атакующий защитник                                           | Четвёртый    | [ 15 ]     |
| 2015/16 | Деандре Бембри       |      | Университет Сент-Джозефс | Лёгкий форвард                                               | Третий       | [ 16 ]     |
| 2016/17 | Джош Харт            |      | Университет Вилланова    | Атакующий защитник                                           | Четвёртый    | [ 17 ]     |
| 2017/18 | Джейлен Брансон*     |      | Университет Вилланова    | Разыгрывающий защитник                                       | Третий       | [ 18 ]     |
| 2018/19 | Фил Бут              |      | Университет Вилланова    | Разыгрывающий защитник                                       | Четвёртый    | [ 19 ]     |